# José Leme Lopes
José Leme Lopes (Rio de Janeiro, 20 de outubro de 1904 - Rio de Janeiro, 04 de junho de 1990) foi um médico psiquiatra e professor brasileiro, autor de diversas obras, primeiro Presidente da Associação Brasileira de Psiquiatria e por duas ocasiões presidiu a Academia Nacional de Medicina.

## Biografia
Nasceu em 20 de outubro de 1904 no bairro de Botafogo, no Rio de Janeiro e faleceu em junho de 1990, na mesma cidade. Foi um renomado professor de psiquiatria do Instituto de Psiquiatria da Universidade Federal do Rio de Janeiro que obteve reconhecimento nacional e internacional. Leme Lopes defendeu uma psiquiatria científica, ligada a Medicina, mas também aberta à colaboração de outras vertentes do pensamento humano.
“(...) A inteligência aguda, a sensibilidade fina, o espírito mordaz às vezes quase ferino, o imenso saber, a inquietude, a intranqüilidade, a incerteza que quase chega à volubilidade de suas idéias, uma sólida base de dialética aristotélico-tomista, exteriorizada às vezes até agressivamente, foram os ingredientes que ele usa e usou na edificação de sua obra temperada com uma pitada de ironia e doses imensas de amor. (...)”.

## Cronologia
Na infância estudou no Colégio Santo Inácio, em Botafogo. Em 1926 formou-se na Faculdade de Medicina da UFRJ, tendo estudado no antigo campus da Praia Vermelha. Logo apos a formatura assumiu cargo de médico interno na Casa de Saúde Doutor Eiras, um antigo hospital psiquiátrico do Rio de Janeiro. Depois de alguns anos passou a trabalhar no Instituto de Puericultura da Universidade do Brasil, atual IPPMG, como chefe do serviço de neuropsiquiatria infantil e também trabalhou no Instituto de Neurologia Deolindo Couto, na época Instituto de Neurologia da Universidade do Brasil. Em 1943 tornou-se livre-docente de Clinica Psiquiátrica pela Faculdade de Medicina da UFRJ, a então Faculdade Nacional de Medicina da Universidade do Brasil. Foi professor catedrático da UFRJ e da Universidade Federal Fluminense. 

## Publicações
Em 1954 publicou a sua mais importante tese, As dimensões do diagnóstico psiquiátrico e contribuição para sua sistematização que teve papel fundamental na elaboração sistema diagnóstico multiaxial. A mesma teve reconhecimento internacional ao ter sua capa original reproduzida no Compêndio de Kaplan & Sadock, o livro de referência mais importante na área da psiquiatria. Leme Lopes foi o único autor brasileiro a receber tamanha distinção. Com a tese Alguns aspectos da personalidade dos epilépticos foi aprovado no concurso para professor catedrático da Universidade Federal do Rio de Janeiro, em 1956.
Outros textos publicados:
- Das interpretações claro-escuro no psicodiagnóstico de Rorschach e os estados de ansiedade - 1943
- A psiquiatria e o velho hospício - 1965
- A psiquiatria de Machado de Assis - 1974
- Pour un diagnostic en psychiatrie - 1977
- Diagnóstico em psiquiatria - 1980
- Delírio: perspectivas e tratamento - 1982
- Jaspers e Heidegger - 1983
- Tarda poesia

## No Instituto de Psiquiatria
Além de professor também foi diretor do IPUB de 1958 a 1966 e de 1970 a 1974, que sob sua direção, atingiu o apogeu, convertendo-se em uma verdadeira "Meca" da psiquiatria nacional. Nesse período foram criados o Serviço de Psicologia, o Setor de Terapêutica Ocupacional e o Centro de Orientação à Infância e Adolescência. Nessa época foram estruturados com grande sucesso os primeiros modernos cursos de pós-graduação da especialidade no país – mestrado e doutorado –, atraindo profissionais de diferentes regiões do Brasil. Conferiu regularidade e excelência editorial ao Jornal Brasileiro de Psiquiatria, um dos mais antigos periódicos da especialidade no país. A produção cientifica e o prestigio da instituição cresceram muito nessa época e continuam crescendo até hoje.